# Гадельша (водопад)
Гадельша (баш. Ғәҙелша) — водопад на Южном Урале, расположенный в пределах Республики Башкортостан (Россия). Находится в верховьях реки Худолаз, которая протекает в отрогах горного хребта Ирендык. Общая высота водопада превышает 15 м, по этому показателю Гадельша признан самым высоким водопадом Башкортостана.
Принадлежит к популярным туристическим объектам. Известен также под местными названиями Туяляс, Туялас, Туаляс и Ибрагимовский водопад. Первые три варианта происходят от башкирского названия реки Худолаз.

## География

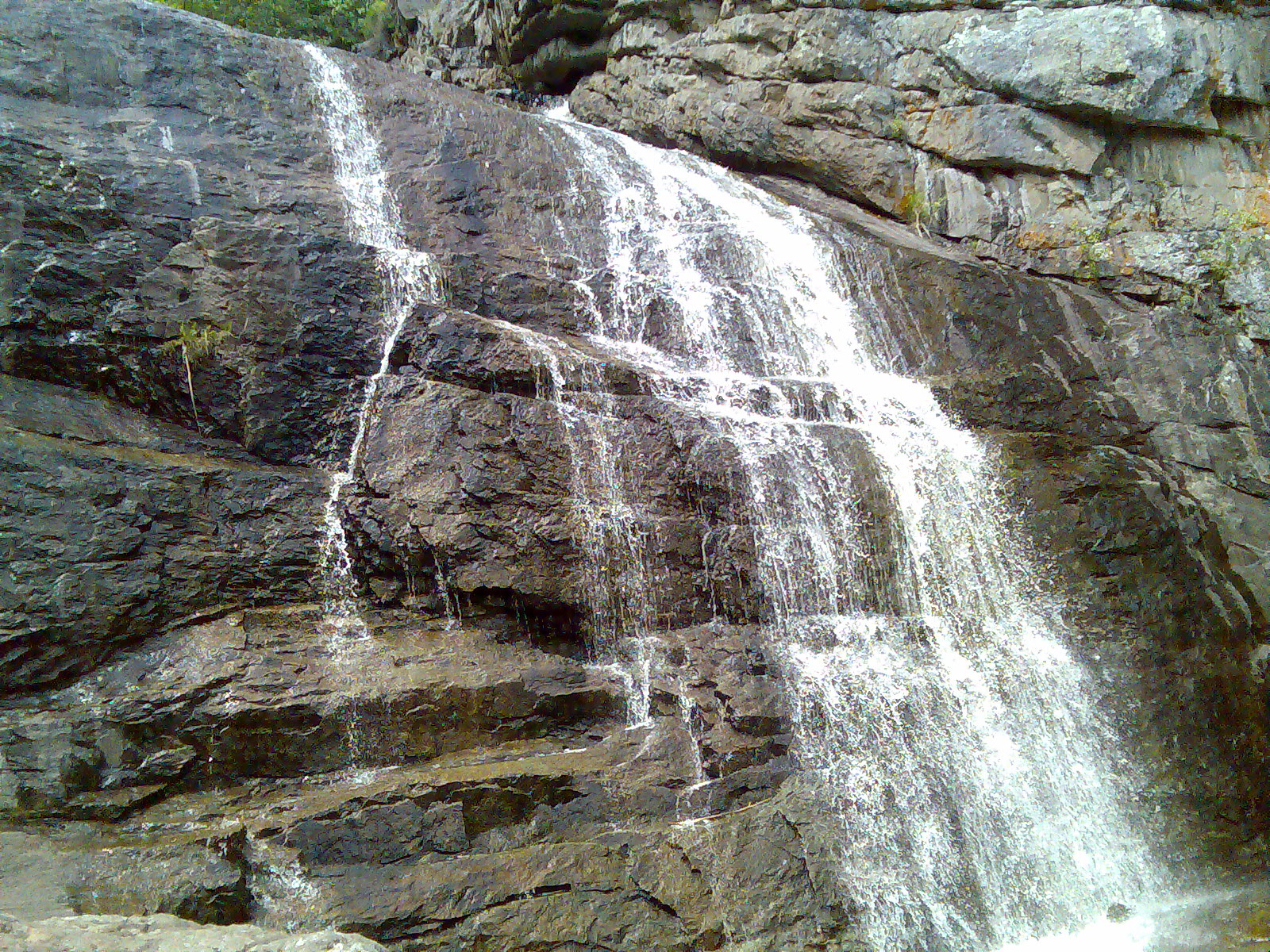
Нижний уступ Гадельша

Административно водопад Гадельша расположен в Баймакском районе Башкортостана на землях Баймакского лесничества. В 6,5 км к юго-западу от водопада ранее находилась одноимённая деревня (ныне заброшена), в 4 км в юго-западном направлении от водопада расположена деревня Абзаково. Кроме того, в 1,5 км от водопада построена база отдыха Башкирского медно-серного комбината.
Исходя из физической географии, Гадельша расположен на восточном склоне (отроге) хребта Ирендык, неподалёку от горной вершины Яманташ («Плохой камень»). Горный хребет в этом месте формируют вулканогенные (эффузивные) породы нижнего и среднего девона, так называемая ирендыкская свита. Собственно уступы самого Гадельша образованы трещиноватыми горными породами, сложенными кремнистыми сланцами, порфиритами и туфами.

## Гидрология

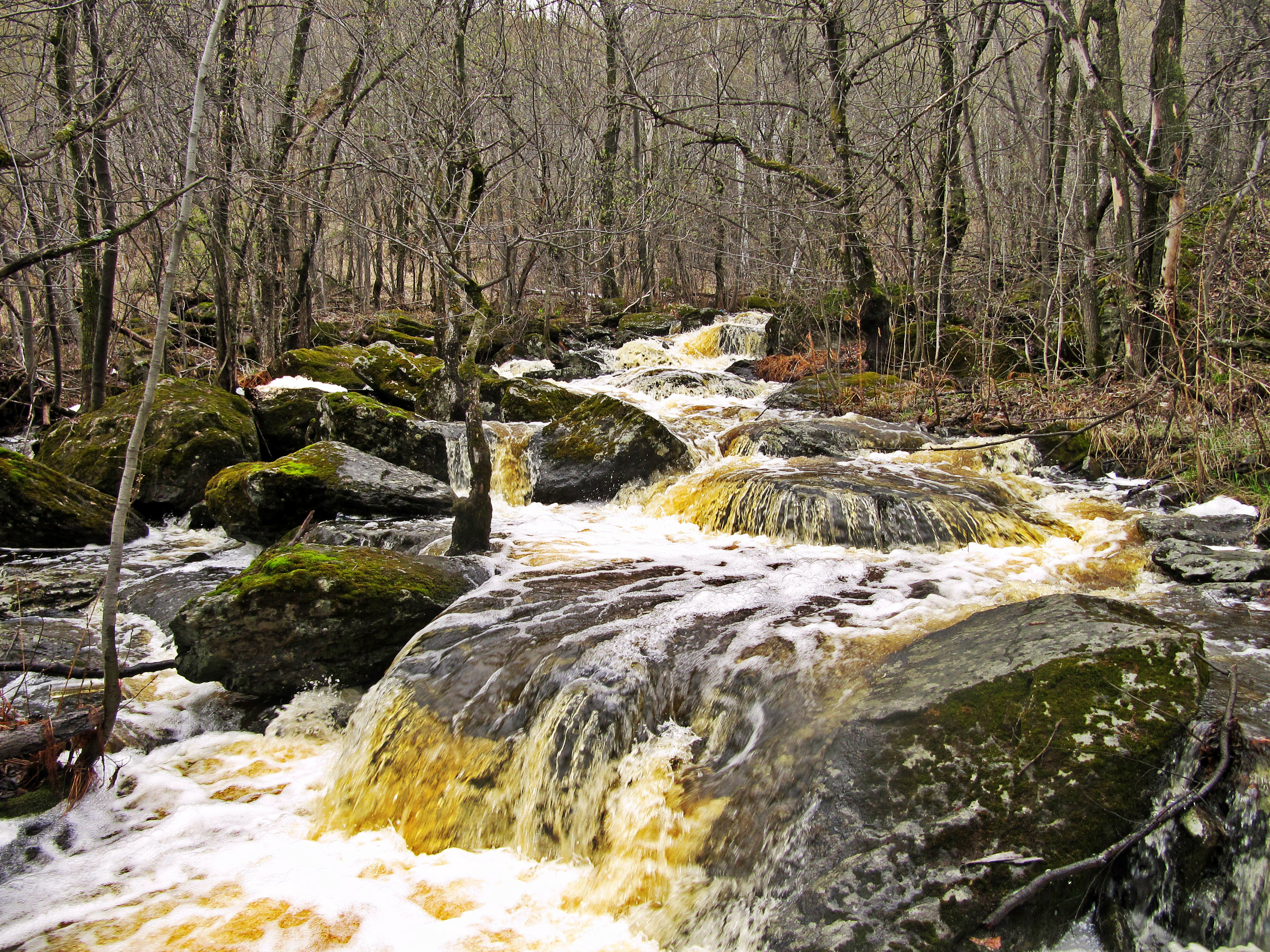
Пороги Худолаза ниже водопада

Водопад образован течением реки Худолаз, которая является правым притоком Урала. Гадельша принадлежит к водопадам каскадного типа и состоит из трёх уступов. Общая высота водопада превышает 15 м (но не более 20 м), по этому показателю он является самым высоким на Южном Урале. Первый уступ водопада пологий и не превышает в высоту 1,2 м, по нему вода стекает как по наклонному жёлобу. Второй и третий уступы высотой по 7 м каждый, оба крутые, вода, стекая по ним, разбивается на отдельные струи. Как и в большинстве горных водопадов мощность Гадельша сильно различается в зависимости от времени года. Зимой этот водопад замерзает. Наибольший объём воды проходит через него весной, когда идёт таяние снега на вершинах, в это время водопад особенно красив. Летом и осенью расход воды в нём гораздо меньше, но даже при летней оценке его дебит составляет 10 л/с.

## Значение и охрана
Водопад Гадельша принадлежит к числу самых известных природных объектов Башкортостана. Большинство туристов посещает его самостоятельно в рамках однодневной поездки. Окрестности водопада входят в рекреационную зону базы отдыха. Территория вокруг него покрыта лесом, состоящим из берёз и осин с примесью лиственницы и реликтовых (для Башкортостана) вяза гладкого и шершавого. На обнажённых горных склонах развита степная и камнелюбивая растительность. На этих участках встречаются такие редкие виды, как ковыль Залесского и ковыль перистый, ирис сибирский, рябчик русский, шиверекия подольская, Potentilla sericea и т. д.. Ниже Гадельша течение Худолаза образует каскад из ещё нескольких уступов (порогов), хотя и значительно ниже него, но также живописных. В окрестностях водопада найдены залежи полудрагоценных камней — яшмы.
Учитывая большое эстетическое, научное и рекреационное значение этого творения природы, Постановлением Совета Министров Башкирской АССР от 17 августа 1965 года водопад объявлен гидрологическим памятником природы.
Общая площадь особо охраняемой природной территории составляет 11 га. Границы памятника природы проходят по водоохранной зоне (200 м) реки Худолаз, протяжённость реки в границах памятника природы — 1,3 км, включая весь каскад водопадов. На территории памятника природы запрещены: все рубки, кроме санитарных; выпас скота; сбор и заготовка растений; любое строительство; бурение и добыча полезных ископаемых; любая хозяйственная деятельность, приводящая к уничтожению или изменению внешнего облика водопада и его гидрологического режима, к ухудшению условий произрастания растений, изменению ландшафта.

## Галерея

Водопад в разные месяцы года
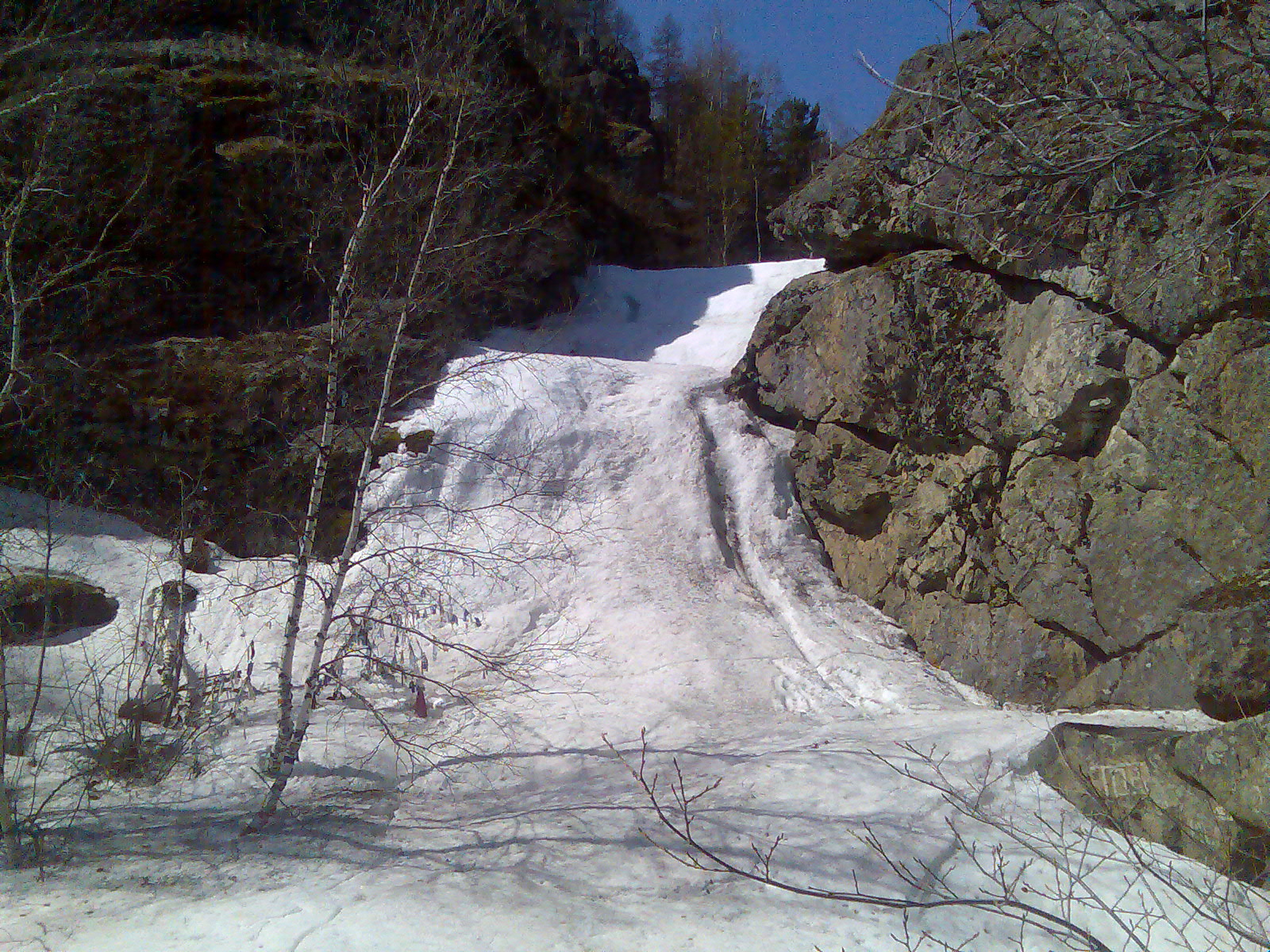
Апрель
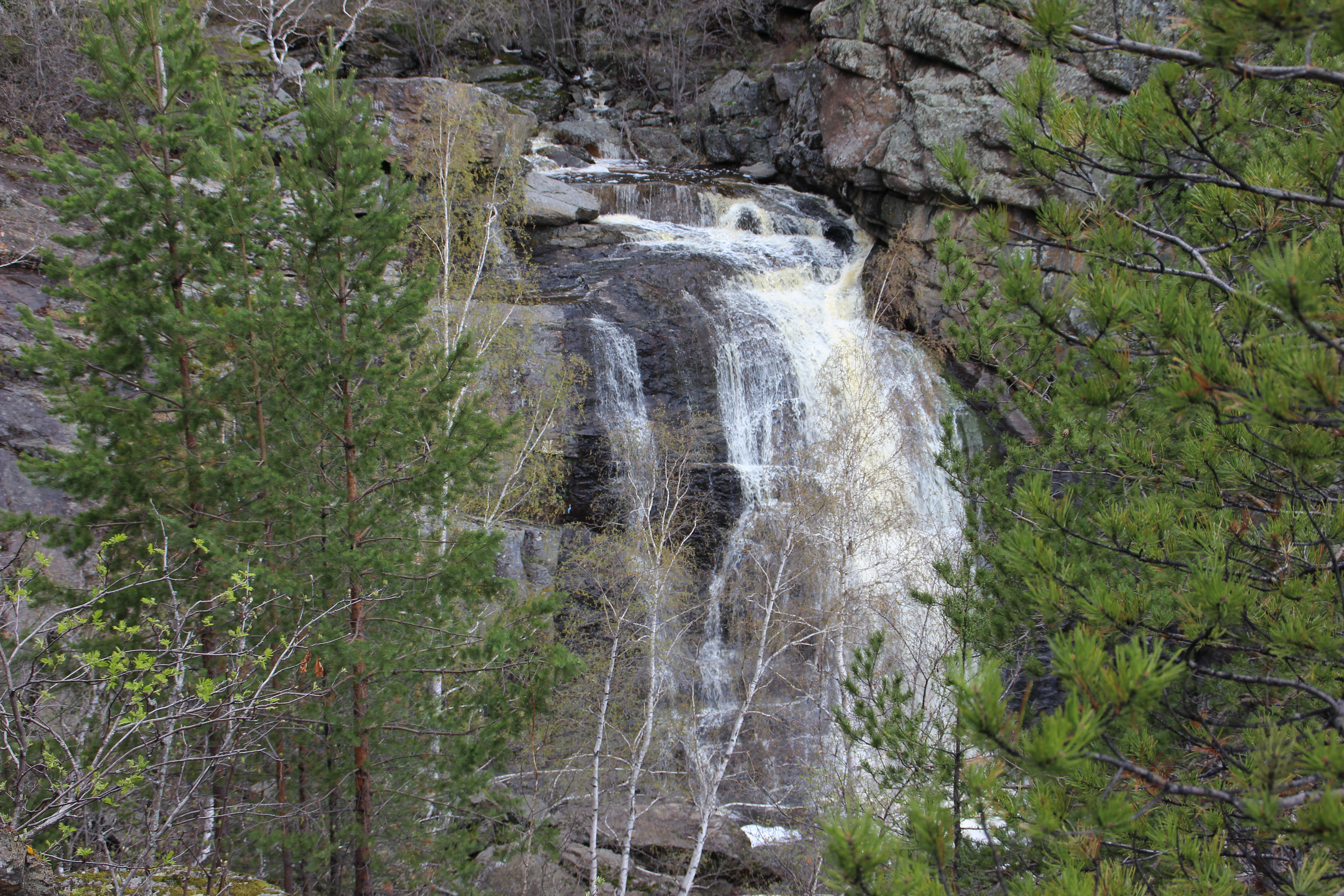
Май
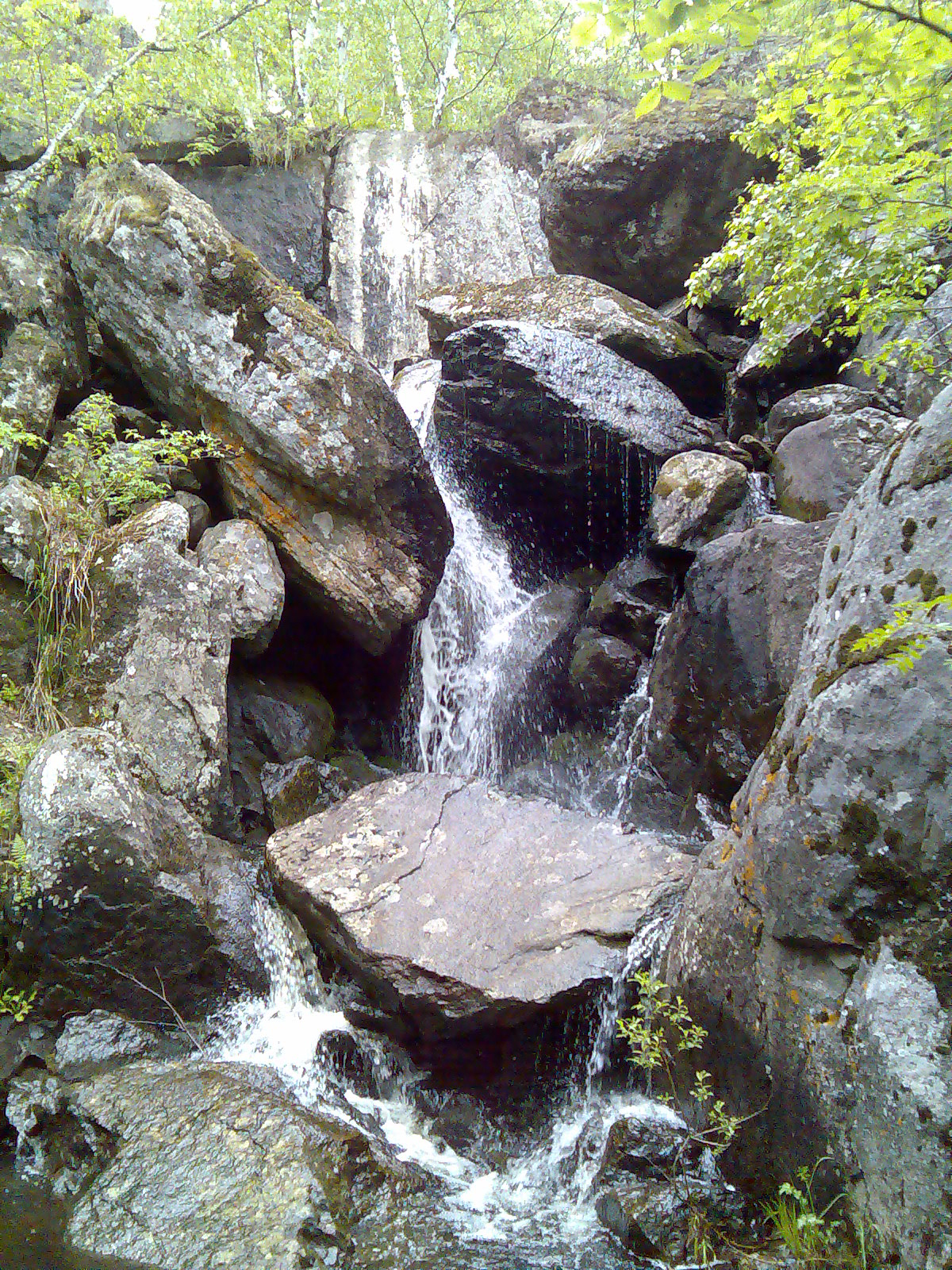
Июнь
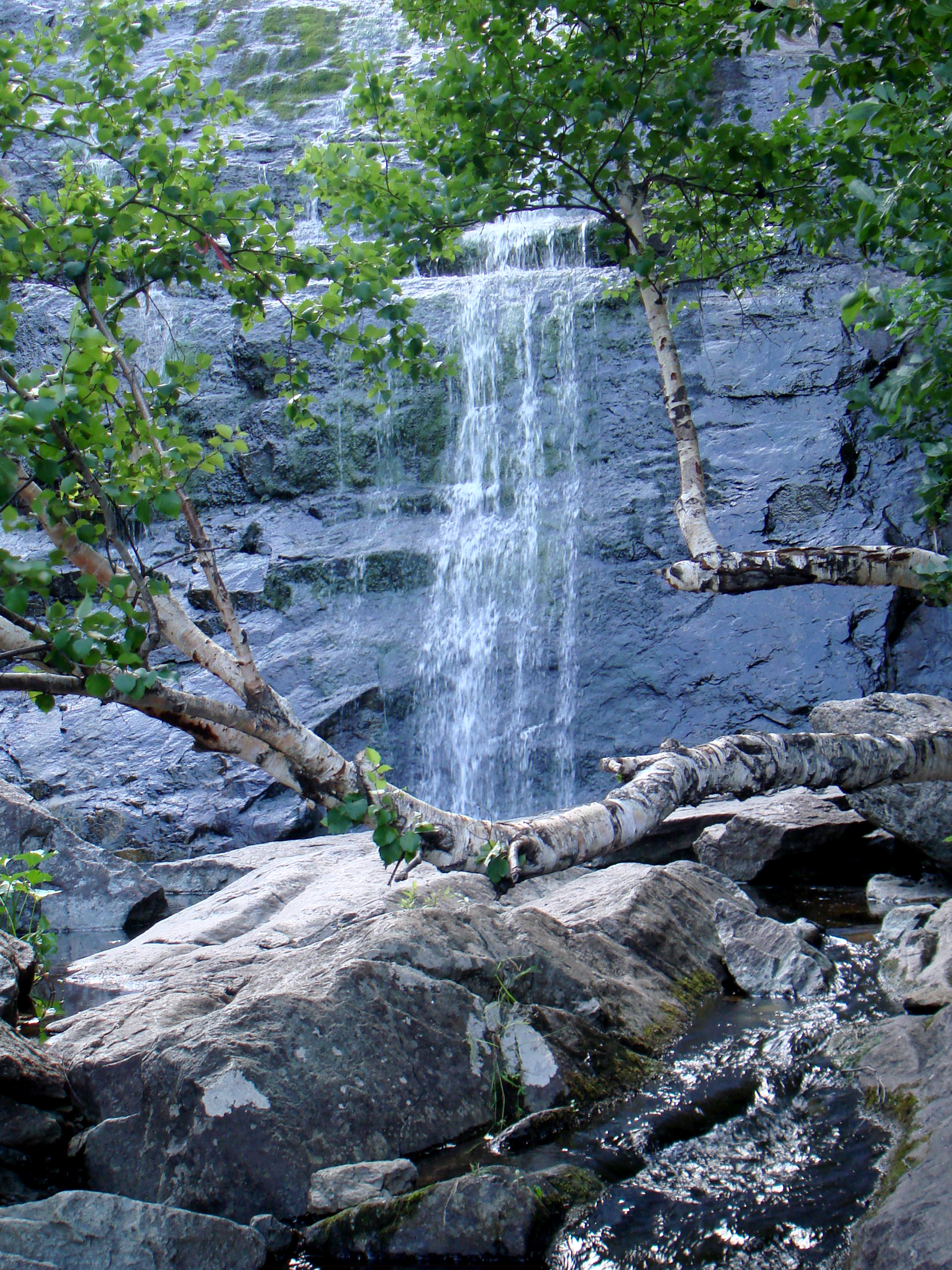
Июль
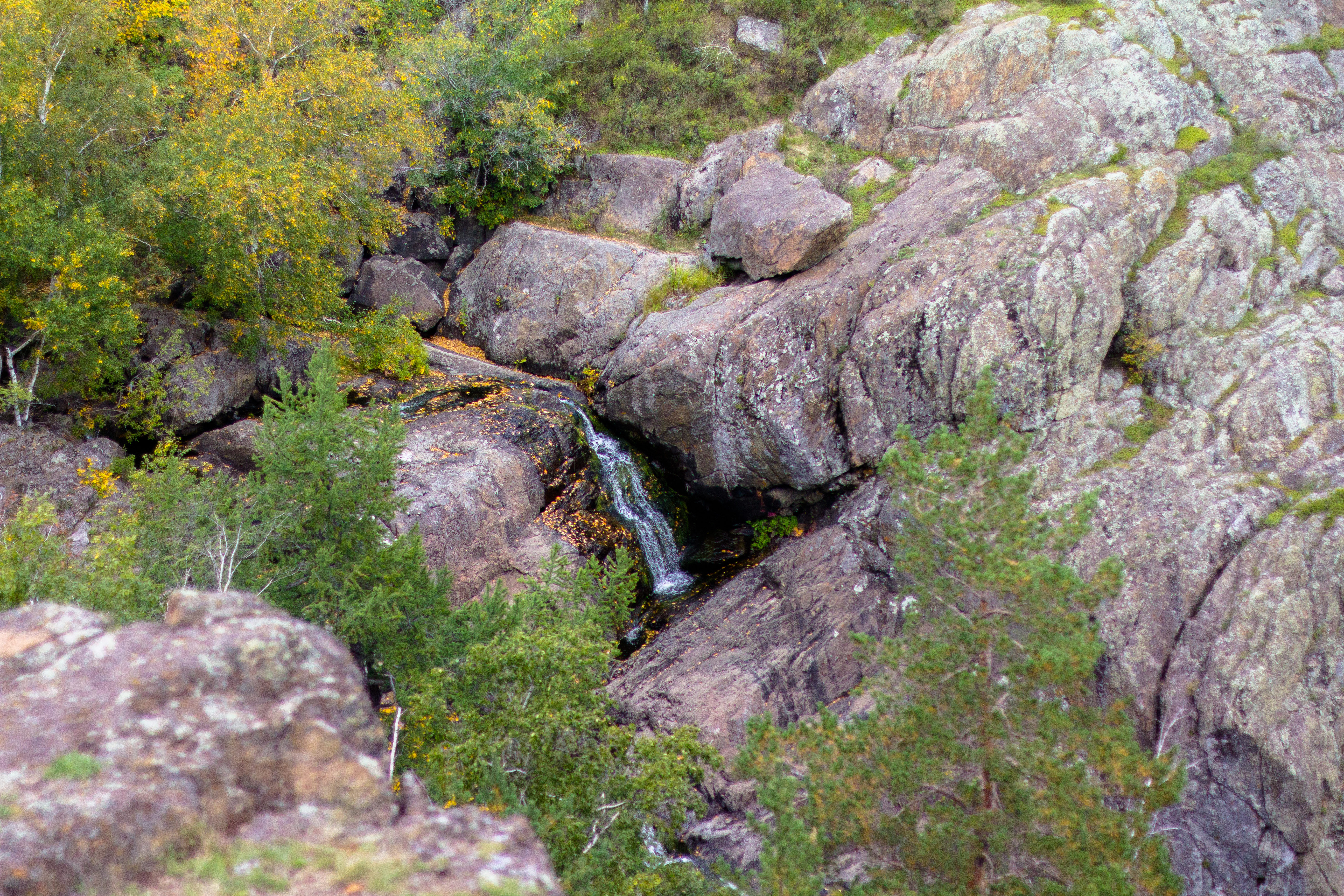
Сентябрь